# NGC 2665
NGC 2665 је спирална галаксија у сазвежђу Хидра која се налази на NGC листи објеката дубоког неба.
Деклинација објекта је - 19° 18' 12" а ректасцензија 8h 46m 0,8s. Привидна величина (магнитуда) објекта NGC 2665 износи 12,6 а фотографска магнитуда 13,5. NGC 2665 је још познат и под ознакама ESO 563-19, MCG -3-23-4, UGCA 144, IRAS 08437-1907, PGC 24634.